# Bisaltes picticornis
Bisaltes picticornis là một loài bọ cánh cứng trong họ Cerambycidae.